# L'Hebdo du vendredi
L'Hebdo du vendredi est un journal gratuit d'information locale édité dans la Marne, à parution hebdomadaire tous les vendredis matin, dont le premier numéro a été publié le 30 septembre 2006.
Ce journal est distribué par porteurs sur des lieux stratégiques (gare, marché, théâtre... ) du centre-ville ou à disposition chez les commerçants de l'agglomération. Il peut également être téléchargé au format pdf sur le site www.lhebdoduvendredi.com.
Dirigé par Frédéric Becquet directeur de publication, la rédaction est composée de Julien Debant chef des éditions, Sonia Legendre journaliste pour l'édition de Châlons et de Simon Ksiazenicki journaliste pour l'édition d'Epernay ainsi que de pigistes.
Après 80 numéros publiés dans son édition de Reims, L'Hebdo du vendredi a lancé son édition Châlons-en-Champagne/Épernay le 30 mai 2008.

## Mise en page typique
Dans l'ordre de mise en page :
- « Édito », « Cette semaine » : ours (première page)
- « Société » (environ 6 à 10 pages)*
- « Politique » (environ 1 page)*
- « Économie » (environ 1 à 2 pages)*
- " Environnement " (environ 1 page)
- « Sport » (environ 2 pages)*
- « Sorties » (1 à 4 pages) : Sorties, Agendas, Brocantes, Horaires salles de cinéma…
- « Loisirs » (1 page) : horoscope, Météo, Qualité de l'air, « La CLCV vous informe »

Chaque page des sections « Société », « Politique », « Économie », « Sport » et « Sorties » contient 1 à 2 articles plus des encarts « En bref… »